# NGC 5821
NGC 5821 is een spiraalvormig sterrenstelsel in het sterrenbeeld Ossenhoeder. Het hemelobject werd op 24 april 1789 ontdekt door de Duits-Britse astronoom William Herschel.

## Synoniemen
- UGC 9648
- MCG 9-25-2
- ZWG 273.39
- ZWG 274.5
- PGC 53532